# زبان سکایی باستان
زبان سکایی که امروزه در زمره زبان‌های ایرانی شرقی دسته‌بندی می‌شود، به زبان ایرانی نیای زبان‌های سکاها گفته می‌شود. سکاها از هزارهٔ اول پیش از میلاد تا هزارهٔ اول میلادی، منطقهٔ وسیعی را از کناره‌های دریای سیاه تا مرزهای چین در تصرف داشتند. این قبایل در نوشته‌های پارسی باستان -saka، در منابع یونانی skuthai نامیده شده‌اند. واژه سکا، در زمان و مکان، کاربرد بسیار گسترده‌ای دارد، و سرزمین آن‌ها چنان پهناور و دارای تیره‌های گوناگون بود که به گزارش هرودوت، سکاهای فرادریا برای دانستن زبان آنان که در دوردست شرقی (خوارزم و سغد) می‌زیستند، نیاز به ترجمه داشته و در سرزمین خود برای گذر یک کاروان از دهانه ولگا در دریای کاسپین تا کوهستان اورال نیاز به هفت ترجمان برای هفت زبان بود. به گفته ماکس مولر این زبان‌ها می‌تواند دربرگیرنده زبان تاتارها، اسلاوها و فین-اوگری‌ها، از ساکنان سرزمین سکاها باشد. گرچه گویا هرودوت از شرقی‌ترین سکاها در شمال رود زرد، در نزدیکی دشت اوردوس چین و جنوب سیبری (نیاکان شیونگ نو یا خیون) تا کوهستان آلتای خبری نداشته‌است. زبان قبایل سکایی غربی را که در دورهٔ باستان در مناطق شمال دریای سیاه و در همسایگی یونانی‌ها می‌زیستند، اسکولوتی است که امروزه بیشتر با نام یونانی آن، اسکیتی می‌نامند. در کتیبه‌های پارسی باستان از چهار دسته قبایل سکائی زیر نام برده شده‌است: سکاهای تیزخود، سکاهای آن سوی سغد، سکاهای هوم‌نوش، سکاهای فرا دریا (آن سوی دریای سیاه).
به گفته ارانسکی، سکاها گروهی از قبایل ایرانی زبان بوده‌اند که در حدود نیمه هزاره اول ق.م. در قلمرو وسیعی میان ساحل‌های دریای سیاه تا مرز چین مستقر شدند. در فارسی باستان آنها را سَکا -sakā، در سنسکریت śaka، چینی sək، بعد sə و sai نامیده می‌شدند. مولف‌های یونانی آنها را skuthai اسکوثائی، سکاها سیت‌ها، Saoromátai سرمت‌ها و سپس Alanoi آلانوئی، آلان‌ها نامیده‌اند.
سکاها و سرمت‌ها قبایلی ایرانی‌تبار بودند که از سده هشتم پیش از میلاد تا آغاز عصر مسیحیت بر دشت‌های اوراسیا فرمان می‌راندند و در قلمرو وسیعی از سواحل شمالی دریای سیاه در غرب تا مرزهای شمالی چین در شرق به زندگی چادرنشینی روزگار می‌گذراندند. واژهٔ سکا، که در فارسی باستان به صورت -saka آمده، از مشتقات ریشه باستانی sak* به معنی «رفتن، گشتن، گردیدن» و در اصل به معنای «سرگردان، خانه به دوش» است. اشتقاق این واژه از saka* «سگ» در معنی مثبت آن «سگ گله» یا از ریشه باستانی sak* «نیرومند بودن» پذیرفتنی نیست.
به ظاهر همه قبایل چادرنشین ایرانی در آغاز خود را -skuda* می‌نامیدند که مشتقی از ریشه هندواروپایی -skeud* است. این واژه را دیاکونوف «چالاک» ولی سمرنیی «تیرانداز» معنا کرده‌است. همین نام در میانه سده نخست پیش از میلاد در منطقه پنتوس به -skula بدل شد.

## دسته‌بندی
اکثر قریب به اتفاق دانشمندان موافقند که زبان‌های سکایی-سرمتی (و آسی) به زبان‌های ایرانی شرقی تعلق دارند. مانند زبان سغدی که زمانی گسترده بود اما اکنون ازمیان رفته‌است. سند ایرانی بودن عمدتاً بر کتیبه یونانی که در شمال دریای سیاه یافت شده و شامل چند صد نام از زبان سرمتی است استوار است که نشان‌دهنده نزدیکی زیادش با زبان آسی است.
در کتیبه‌های هخامنشی نام چهار طایفه سکایی آمده‌است: سکاهای «هوم‌نوش» (فارسی باستان haumavargā)، سکاها «تیزخود» (فارسی باستان tigraxaudā)، سکاهای «آن سوی سغد» (فارسی باستان para sogdam) و سکاهای «آن سوی دریا» (فارسی باستان paradarya). از این میان، سه عنوان نخست مختص سکاهای شرق دریای خزر بوده و عنوان چهارم به سکاهای غربی گفتنه می‌شده‌است. مهم‌ترین قبایل سکایی غربی که بیشتر در دشت‌های جنوب روسیه امروزی می‌زیستند شامل سکیتی‌ها یا اسکوتی‌ها (یونانی Σκύθαι) سرمتی‌ها (یونانی Σαυρομάται) و ماساگت‌ها (یونانی Μασσαγέται) می‌شوند.
منابع تخصصی مورد نظر برای گردآوری دستمایه‌ها و نیز ارزشیابی آنها از دید اصطلاح‌شناختی دارای نوعی آشفتگی است؛ در معرفی شواهد نیز مشابه آن به چشم می‌خورد: به اعتقاد مکس واسمر، سکایی آن چیزی است که «هرودوت یا منابع کهن‌تر آن را سکایی دانسته‌اند»؛ یک چنین بقایایی از زبان سکایی در تمایزی آشکار با سرمتی، واقع می‌شوند.
از آنجایی که با شواهد بسیار اندک و ناکافی موجود نمی‌توان تعیین کرد که تا چه حدی در درون مکان‌های مسکونی سکاها/اسکیتی‌ها در مرزهای شمالی مناطق ایرانی‌نشین که از دریای سیاه تا چین گسترده بود، گوناگونی گویشی وجود داشته است - و از آنجایی که نام زبان سکایی برای نامیدن یکی از زبان‌های ایرانی میانه به کار رفته است- (گروه) زبانی ایرانی شمال‌شرقی که در سده‌های پیش از میلاد توسط سکاها/اسکیتی به کار می‌رفت، یعنی گروه غربی این طوایف، به طور قراردادی اغلب «سکایی» نامیده شده است. در خصوص گزارش‌های نویسندگان یونانی-رومی متاخر (پس از هرودوت) و نامگان ثبت شده آنها، وابستگی دقیق آنها به زبان‌های ایرانی باستان و میانه، یعنی تمایز میان سکایی و «سرمتی» و مانند آن تنها بر پایه معیارهای زبان‌شناختی امکان‌پذیر است.